# Joachim Bernhard Hagen
Joachim Bernhard Hagen est un compositeur, luthiste et violoniste allemand, né près de Hambourg en avril 1720 et mort à Ansbach le 9 décembre 1787, représentatif de l'école allemande de luth du XVIIIe siècle, et de l'Empfindsamer Stil (le « style sensible ») en particulier.

## Biographie
Joachim Bernhard Hagen est né près de Hambourg en avril 1720.
Il fut l'élève du maître de chapelle Pfeiffer et du luthiste allemand Adam Falckenhagen (1697 - 1754) et suivit les cours du violoniste italien Francesco Geminiani (1687 - 1762).
Après avoir suivi les leçons de ce dernier, Hagen, bien que luthiste, fut engagé comme violoniste à la cour de Wilhelmine de Bayreuth (1709 - 1758), margravine de Bayreuth, fille aînée du roi de Prusse Frédéric-Guillaume Ier, et sœur du roi Frédéric II de Prusse. Wilhelmine de Bayreuth, elle-même luthiste, avait été l'élève de Silvius Leopold Weiss (1687 - 1750) et fut la mécène de Falckenhagen et de Hagen.
Hagen est connu depuis 1761 par différentes compositions pour le luth, en manuscrit. Il est probable que ses concertos et sonates pour luth furent joués à Bayreuth, et il meurt le 9 décembre 1787 à Ansbach.

## L'école allemande de luth
Alors que les luthistes allemands de la fin du XVIIe siècle (comme Esaias Reussner) et du début du XVIIIe siècle composaient dans le style  de l'école française de luth (le style brisé), le milieu du XVIIIe siècle voit s'affirmer un style spécifiquement allemand où la sensibilité et la sensualité l'emportent sur les ornementations complexes qui caractérisaient le style français. L'Allemagne devient alors le centre de la musique pour luth en Europe.
Cette sensibilité musicale nouvelle connut une première forme avec Weiss, qui laissa place à l'Empfindsamer Stil (le « style sensible ») dans la seconde moitié du siècle avant de s'intégrer au mouvement classique.

## Discographie
- Miguel Yisrael, The Court of Bayreuth - Brilliant Classics 2010 (Sonate en fa mineur et sonate en si bémol)